# Episodi di Kingdom
Questa è la lista degli episodi dell'anime Kingdom.
Un adattamento anime è stato prodotto dallo studio Pierrot. La prima stagione si compone di 38 episodi ed è stata trasmessa dal 4 giugno 2012 al 25 febbraio 2013 su NHK mentre la seconda presenta 39 episodi andati in onda dall'8 giugno 2013 al 1º marzo 2014.
Una terza stagione è stata annunciata l'8 novembre 2019 e presenta uno staff composto da nuovi membri; è andata in onda dal 6 aprile 2020 al 18 ottobre 2021.
Una quarta stagione è stata annunciata il 17 ottobre 2021 e è andata in onda dal 10 aprile al 2 ottobre 2022. In Italia è stata pubblicata in simulcast su Crunchyroll in versione sottotitolata.
Una quinta stagione è stata annunciata dopo la conclusione della quarta ed è stata trasmessa dal 13 gennaio al 30 marzo 2024. In Italia la serie è stata pubblicata in simulcast su Crunchyroll.
Una sesta stagione è stata annunciata ad aprile 2025 ed è prevista per ottobre dello stesso anno.

## Lista episodi

### Prima stagione
| Nº serie | Nº | Titolo italiano (traduzione letterale) Giapponese 「Kanji」 - Rōmaji               | In onda           | In onda |
| Nº serie | Nº | Titolo italiano (traduzione letterale) Giapponese 「Kanji」 - Rōmaji               | Giapponese        |         |
| 1        | 1  | Il ragazzo senza nome 「無名の少年」 - Mumei no shōnen                             | 4 giugno 2012     |         |
| 2        | 2  | L'incontro predestinato 「運命の出会い」 - Unmei no deai                           | 11 giugno 2012    |         |
| 3        | 3  | Amico...! 「友よ…！」 - Tomoyo...!                                                 | 18 giugno 2012    |         |
| 4        | 4  | Il re e la spada 「王と剣」 - Ō to ken                                             | 25 giugno 2012    |         |
| 5        | 5  | Cuore indistruttibile 「折れない心」 - Orenai kokoro                               | 2 luglio 2012     |         |
| 6        | 6  | Il percorso che porta al Grande Generale 「大将軍への道」 - Daishougun e no michi  | 9 luglio 2012     |         |
| 7        | 7  | Il terrificante popolo delle montagne 「恐ろしき山の民」 - Osoroshiki yama no tami | 16 luglio 2012    |         |
| 8        | 8  | Il sogno di ognuno 「それぞれの夢」 - Sorezore no yume                             | 23 luglio 2012    |         |
| 9        | 9  | Ora, verso Kanyō 「いざ咸陽へ」 - Iza Kan'yō e                                     | 30 luglio 2012    |         |
| 10       | 10 | Invadere la capitale reale 「王都突入」 - Ōto totsunyū                             | 6 agosto 2012     |         |
| 11       | 11 | Inizia con il combattimento feroce 「激戦開始」 - Gekisen kaishi                   | 13 agosto 2012    |         |
| 12       | 12 | Il colpo finale 「究極の一刀」 - Kyūkyoku no ittō                                  | 20 agosto 2012    |         |
| 13       | 13 | La rabbia di Ran Kai 「ランカイ吠える」 - Ran Kai Hoeru                            | 27 agosto 2012    |         |
| 14       | 14 | Il potere della spada 「剣の力」 - Ken no chikara                                  | 3 settembre 2012  |         |
| 15       | 15 | I requisiti di un re 「王の資格」 - Ō no shikaku                                   | 10 settembre 2012 |         |
| 16       | 16 | Ryo Fui 「呂不韋」 - Ryo Fui                                                       | 17 settembre 2012 |         |
| 17       | 17 | La prima compagna 「初陣」 - Uijin                                                 | 24 settembre 2012 |         |
| 18       | 18 | La minaccia dei carri da guerra 「戦車隊の脅威」 - Sensha-tai no kyōi              | 1º ottobre 2012   |         |
| 19       | 19 | Una battaglia avvincente 「烈火の戦い」 - Rekka no tatakai                         | 8 ottobre 2012    |         |
| 20       | 20 | L'intrusione di Ō Ki 「王騎乱入」 - Ō Ki ran'nyū                                   | 15 ottobre 2012   |         |
| 21       | 21 | Il valore del generale 「将軍の意味」 - Shōgun no imi                              | 22 ottobre 2012   |         |
| 22       | 22 | Il generale saggio contro il generale coraggioso 「猛将対知将」 - Mōshō tai chishō | 29 ottobre 2012   |         |
| 23       | 23 | Racconto notturno 「夜語り」 - Yogatari                                            | 5 novembre 2012   |         |
| 24       | 24 | Una nuova prova 「新たなる試練」 - Aratanaru shiren                                | 12 novembre 2012  |         |
| 25       | 25 | Incontro 「任命」 - Ninmei                                                         | 19 novembre 2012  |         |
| 26       | 26 | Il dio della guerra Hō Ken 「武神 龐煖」 - Bushin Hō Ken                           | 26 novembre 2012  |         |
| 27       | 27 | La nascita dell'unità Hi Shin 「飛信隊誕生」 - Hi Shin tai tanjō                   | 3 dicembre 2012   |         |
| 28       | 28 | La freccia volante di Ō Ki 「王騎の飛矢」 - Ō Ki no hiya                           | 10 dicembre 2012  |         |
| 29       | 29 | Cambiamento improvviso nel corso della battaglia 「戦局急転」 - Senkyoku kyūten    | 17 dicembre 2012  |         |
| 30       | 30 | Disastro 「天災」 - Tensai                                                         | 24 dicembre 2012  |         |
| 31       | 31 | La forza del gruppo 「集の力」 - Shū no chikara                                    | 7 gennaio 2013    |         |
| 32       | 32 | L'unità Hi Shin fugge 「敗走の飛信隊」 - Haisō no Hi Shin tai                      | 14 gennaio 2013   |         |
| 33       | 33 | Ō Ki scende in campo! 「王騎 出陣!」 - Ō Ki shutsujin!                             | 21 gennaio 2013   |         |
| 34       | 34 | I protagonisti! 「真打ち!」 - Shin'uchi!                                           | 28 gennaio 2013   |         |
| 35       | 35 | Confronto tra comandanti supremi 「総大将見える」 - Sōdaishō mieru                 | 4 febbraio 2013   |         |
| 36       | 36 | Ō Ki e Kyō 「王騎と摎」 - Ō Ki to Kyō                                              | 11 febbraio 2013  |         |
| 37       | 37 | Sono sul punto di morire 「我、死線にあり」 - Ware, shisen ni ari                  | 18 febbraio 2013  |         |
| 38       | 38 | Successione 「継承」 - Keishō                                                      | 25 febbraio 2013  |         |

### Seconda stagione
| Nº serie | Nº | Titolo italiano (traduzione letterale) Giapponese 「Kanji」 - Rōmaji        | In onda           | In onda |
| Nº serie | Nº | Titolo italiano (traduzione letterale) Giapponese 「Kanji」 - Rōmaji        | Giapponese        |         |
| 39       | 1  | Nuova era 「新時代」 - Shin jidai                                           | 8 giugno 2013     |         |
| 40       | 2  | Un campo di battaglia tranquillo 「静かなる戦場」 - Shizukanaru senjō       | 15 giugno 2013    |         |
| 41       | 3  | Un tumultuoso banchetto 「嵐の祝宴」 - Arashi no shukuen                    | 22 giugno 2013    |         |
| 42       | 4  | Re e formiche 「王と蟻」 - Ō to ari                                         | 29 giugno 2013    |         |
| 43       | 5  | Una terza forza 「第三勢力」 - Dai san seiryoku                             | 6 luglio 2013     |         |
| 44       | 6  | Bellissimo veleno mortale 「美しき猛毒」 - Utsukushiki mōdoku               | 13 luglio 2013    |         |
| 45       | 7  | Principe maledetto 「呪われた王子」 - Norowareta ōji                        | 20 luglio 2013    |         |
| 46       | 8  | Zheng e Zi Xia 「政と紫夏」 - Sei to murasaki natsu                         | 27 luglio 2013    |         |
| 47       | 9  | Desiderio vincolante 「つなぐ 願い」 - Tsunagu negai                        | 3 agosto 2013     |         |
| 48       | 10 | Amore spezzato 「砕けた愛」 - Kudaketa ai                                   | 10 agosto 2013    |         |
| 49       | 11 | Lo schieramento 「揃い踏み」 - Soroibumi                                    | 17 agosto 2013    |         |
| 50       | 12 | Assedio al castello di Kōrō 「高狼城 攻略」 - Kōrō jō kōryaku               | 24 agosto 2013    |         |
| 51       | 13 | Il mio modo di combattere 「俺の戦[や]り方」 - Ore no sen [ya]ri kata       | 31 agosto 2013    |         |
| 52       | 14 | L'uomo, Ren Pa 「その男、廉頗」 - Sono otoko, Ren Ba                        | 7 settembre 2013  |         |
| 53       | 15 | Saluto di un generale 「武将の 空気」 - Bushō no kūki                       | 14 settembre 2013 |         |
| 54       | 16 | Il Grande Generale a mezzanotte 「真夜中の 大将軍」 - Mayonaka no taishōgun | 21 settembre 2013 |         |
| 55       | 17 | La notte prima dell'inizio della battaglia 「開戦 前夜」 - Kaisen zen'ya    | 28 settembre 2013 |         |
| 56       | 18 | Battaglia! 「激突!」 - Gekitotsu!                                           | 6 ottobre 2013    |         |
| 57       | 19 | Il piano di Gen Pō 「玄峰の 奇策」 - Gen Pō no kisaku                       | 13 ottobre 2013   |         |
| 58       | 20 | Il contrattacco dell'unità Hi Shin 「飛信隊 逆襲」 - Hi Shin tai gyakushū   | 20 ottobre 2013   |         |
| 59       | 21 | Il ladro contro lo stratega 「盗賊 対 軍略家」 - Tōzoku tai gunryakuka      | 27 ottobre 2012   |         |
| 60       | 22 | La proposta di Mō Ten 「蒙恬の 堤案」 - Mō Ten no tsutsumi an               | 3 novembre 2013   |         |
| 61       | 23 | Fronte comune delle tre unità 「三隊 共闘」 - San tai kyōtō                 | 10 novembre 2013  |         |
| 62       | 24 | Un muro che deve essere superato 「越える べき 壁」 - Koerubeki kabe        | 17 novembre 2013  |         |
| 63       | 25 | Doppio inganno 「裏の裏」 - Ura no ura                                      | 24 novembre 2013  |         |
| 64       | 26 | Il calibro di un generale 「将の器」 - Shō no utsuwa                        | 1º dicembre 2013  |         |
| 65       | 27 | Il momento della conclusione 「決着の刻[とき]」 - Ketchaku no koku [toki]   | 8 dicembre 2013   |         |
| 66       | 28 | Il piano finale 「最後の 策」 - Saigo no saku                               | 15 dicembre 2013  |         |
| 67       | 29 | Un singolo momento 「一瞬」 - Isshun                                        | 22 dicembre 2013  |         |
| 68       | 30 | Preziosi compagni 「大事な仲間」 - Daijina nakama                           | 29 dicembre 2013  |         |
| 69       | 31 | La risolutezza di Mō Gō 「蒙驚*、 退かず」 - Kura odoroki*, dokazu          | 5 gennaio 2014    |         |
| 70       | 32 | Era immortale 「色あせぬ 時代」 - Iroasenu jidai                            | 12 gennaio 2014   |         |
| 71       | 33 | Vittoria... e 「勝利… そして」 - Shōri… soshite                             | 19 gennaio 2014   |         |
| 72       | 34 | Arriva lo stratega 「軍師の 到着」 - Gunshi no tōchaku                      | 26 gennaio 2014   |         |
| 73       | 35 | Prova e risoluzione 「試練 と 覚悟」 - Shiren to kakugo                     | 2 febbraio 2014   |         |
| 74       | 36 | Vincere in astuzia 「上を行く」 - Ue o iku                                  | 9 febbraio 2014   |         |
| 75       | 37 | Tuono distante 「遠雷」 - Enrai                                             | 16 febbraio 2014  |         |
| 76       | 38 | La fase della strategia 「謀略の舞台」 - Bōryaku no butai                   | 23 febbraio 2014  |         |
| 77       | 39 | Una nuova leggenda 「新たなる 伝説」 - Aratanaru densetsu                   | 1º marzo 2014     |         |

### Terza stagione
| Nº serie | Nº | Titolo italiano (traduzione letterale) Giapponese 「Kanji」 - Rōmaji                | In onda           | In onda |
| Nº serie | Nº | Titolo italiano (traduzione letterale) Giapponese 「Kanji」 - Rōmaji                | Giapponese        |         |
| 78       | 1  | L'esercito di coalizione invadente 「迫り来る合従軍」 - Semari kuru gō jūgun        | 5 aprile 2020     |         |
| 79       | 2  | Un incontro 「一堂に会す」 - Ichidō ni kaisu                                        | 12 aprile 2020    |         |
| 80       | 3  | La battaglia del passo di Hangu 「函谷関攻防戦」 - Kankoku-seki kōbō-sen            | 19 aprile 2020    |         |
| 81       | 4  | Due campi di battaglia 「二つの戦場」 - Futatsu no senjō                            | 26 aprile 2020    |         |
| 82       | 5  | L'ascesa di un giovane generale 「若き将の台頭」 - Wakaki shō no taitō              | 3 maggio 2021     |         |
| 83       | 6  | Una reciproca fiducia in se stessi 「互いの自負」 - Tagai no jifu                   | 10 maggio 2021    |         |
| 84       | 7  | Una terra desolata crivellata di buchi 「穴だらけの荒野」 - Ana-darake no kōya      | 17 maggio 2021    |         |
| 85       | 8  | La donna eroica Ka Rin 「女傑・媧燐」 - Joketsu Ka Rin                              | 24 maggio 2021    |         |
| 86       | 9  | Il discorso di Mo Bu 「蒙武の檄」 - Mō bu no geki                                   | 31 maggio 2021    |         |
| 87       | 10 | L'ottima selezione di situazioni difficili 「窮地の大抜擢」 - Kyūchi no dai batteki | 7 giugno 2021     |         |
| 88       | 11 | L'orgoglio del generale 「武将の矜持」 - Bushō no kyōji                             | 14 giugno 2021    |         |
| 89       | 12 | L'assalto dell'esercito di Wa Lin 「媧燐軍の突撃」 - Ka Rin-gun no totsugeki        | 21 giugno 2021    |         |
| 90       | 13 | Il più forte 「至強」 - Shikyō                                                      | 28 giugno 2021    |         |
| 91       | 14 | L'uomo più forte 「最強の漠」 - Saikyō no otoko                                     | 19 luglio 2021    |         |
| 92       | 15 | Dentro il passaggio di Hangu 「函谷関の裏」 - Kankoku-kan no ura                    | 26 luglio 2021    |         |
| 93       | 16 | Dove si trova Li Mu 「李牧の行方」 - Ri boku no yukue                               | 2 agosto 2021     |         |
| 94       | 17 | Epitome del tipo istintivo 「本能型の極み」 - Honnō-gata no kiwami                  | 16 agosto 2021    |         |
| 95       | 18 | La decisione di Zheng 「政の決断」 - Sei no ketsudan                                | 23 agosto 2021    |         |
| 96       | 19 | Il discorso di Zheng 「政、語りかける」 - Sei, katarikakeru                         | 30 agosto 2021    |         |
| 97       | 20 | La prima notte 「最初の夜」 - Saisho no yoru                                        | 6 settembre 2021  |         |
| 98       | 21 | Segreto svelato 「秘密の露見」 - Himitsu no roken                                   | 13 settembre 2021 |         |
| 99       | 22 | Usando tutto 「出し尽くす」 - Dashi tsukusu                                         | 20 settembre 2021 |         |
| 100      | 23 | Supporto eccezionale 「破格の加勢」 - Hakaku no kasei                               | 27 settembre 2021 |         |
| 101      | 24 | Sincera gratitudine 「深謝」 - Shinsha                                              | 4 ottobre 2021    |         |
| 102      | 25 | Differenza nei balli 「巫舞の違い」 - Mibu no chigai                                | 11 ottobre 2021   |         |
| 103      | 26 | Un percorso diverso 「別の道」 - Betsu no michi                                     | 18 ottobre 2021   |         |

### Quarta stagione
| Nº serie | Nº | Titolo italiano Giapponese 「Kanji」 - Rōmaji                               | In onda           | In onda |
| Nº serie | Nº | Titolo italiano Giapponese 「Kanji」 - Rōmaji                               | Giapponese        |         |
| 104      | 1  | I sette regni dopo la guerra 「戦後の七国」 - Sengo no shichi koku          | 10 aprile 2022    |         |
| 105      | 2  | Ombre di conflitto 「不穏な影」 - Fuon na kage                              | 17 aprile 2022    |         |
| 106      | 3  | L'armata punitiva scende in campo 「討伐軍出陣」 - Tōbatsu-gun shutsujin    | 24 aprile 2022    |         |
| 107      | 4  | Assedio al castello di Tunliu 「屯留攻城戦」 - Tonryū kōjō-sen              | 1º maggio 2022    |         |
| 108      | 5  | Lama e scudo 「剣と盾」 - Ken to tate                                       | 8 maggio 2022     |         |
| 109      | 6  | Un nuovo punto strategico 「新たな要所」 - Aratana yōsho                    | 15 maggio 2022    |         |
| 110      | 7  | La chiamata 「呼びかけ」 - Yobikake                                         | 22 maggio 2022    |         |
| 111      | 8  | L'esistenza di Diao 「貂の存在」 - Ten no sonzai                            | 29 maggio 2022    |         |
| 112      | 9  | Il nome di Zi Bo 「紫伯の名」 - Murasaki haku no na                         | 5 giugno 2022     |         |
| 113      | 10 | La Cina al centro dell'attenzione 「中華の注目」 - Chūka no chūmoku         | 12 giugno 2022    |         |
| 114      | 11 | Giorni di addestramento 「修練の日々」 - Shūren no hibi                     | 19 giugno 2022    |         |
| 115      | 12 | Una generazione di eroi 「傑物達の世代」 - Ketsubutsu-tachi no sedai        | 26 giugno 2022    |         |
| 116      | 13 | La mossa di Xianyang 「咸陽の動き」 - Kan'yō no ugoki                       | 3 luglio 2022     |         |
| 117      | 14 | Un nuovo regno 「新しい国」 - Atarashī kuni                                 | 10 luglio 2022    |         |
| 118      | 15 | Un uomo senza nulla 「何もない男」 - Nanimonai otoko                        | 17 luglio 2022    |         |
| 119      | 16 | La cerimonia della maggiore età 「加冠の儀」 - Kaka no gi                   | 24 luglio 2022    |         |
| 120      | 17 | Tre fazioni, nessuna resa 「三方ゆずらず」 - Sankata yuzurazu               | 31 luglio 2022    |         |
| 121      | 18 | La battaglia del guado 「渡河の戦い」 - Toka no tatakai                     | 7 agosto 2022     |         |
| 122      | 19 | Separazione 「袂を分かつ」 - Tamoto wo wakatsu                              | 14 agosto 2022    |         |
| 123      | 20 | Un regno simile a un sogno 「夢のような国」 - Yume no yōna kuni             | 21 agosto 2022    |         |
| 124      | 21 | Un'unica possibilità di vittoria 「唯一の勝機」 - Yuiitsu no shōki          | 28 agosto 2022    |         |
| 125      | 22 | Fuga per la sopravvivenza 「命がけの逃避」 - Inochigake no tōhi             | 4 settembre 2022  |         |
| 126      | 23 | Un rocambolesco capovolgimento 「逆転の猛進」 - Gyakuten no mōshin          | 11 settembre 2022 |         |
| 127      | 24 | La conclusione della guerra civile 「内乱の終着点」 - Nairan no shūchakuten | 25 settembre 2022 |         |
| 128      | 25 | L'attimo dello slancio 「雄飛の刻」 - Yūhi no toki                          | 25 settembre 2022 |         |
| 129      | 26 | La direzione dei Sei Generali 「六将の行方」 - Rikushō no yukue             | 2 ottobre 2022    |         |

### Quinta stagione
| Nº serie | Nº | Titolo italiano Giapponese 「Kanji」 - Rōmaji                                 | In onda          | In onda |
| Nº serie | Nº | Titolo italiano Giapponese 「Kanji」 - Rōmaji                                 | Giapponese       |         |
| 130      | 1  | I mostri scendono in campo 「化物達の出陣」 - Bakemono-tachi no shutsujin     | 13 gennaio 2024  |         |
| 131      | 2  | L'odore del campo di battaglia 「戦場の匂い」 - Senjō no nioi                 | 20 gennaio 2024  |         |
| 132      | 3  | La notte su Heiyong 「黒羊の夜」 - Kuro hitsuji no yoru                       | 27 gennaio 2024  |         |
| 133      | 4  | La responsabilità di un vicecomandante 「副長の責任」 - Fukuchō no sekinin    | 3 febbraio 2024  |         |
| 134      | 5  | Attraversamento tenace 「執念の渡河」 - Shūnen no toka                        | 10 febbraio 2024 |         |
| 135      | 6  | Il momento cruciale di Heiyong 「黒羊の大一番」 - Kuro hitsuji no dai ichiban | 17 febbraio 2024 |         |
| 136      | 7  | La tragedia di Liyan 「離眼の悲劇」 - Hanare me no higeki                     | 24 febbraio 2024 |         |
| 137      | 8  | L'impresa di un attimo 「一瞬の出来事」 - Isshun no dekigoto                  | 2 marzo 2024     |         |
| 138      | 9  | Malvagità 「〝凶〟」 - 〝Kyō〟                                                | 9 marzo 2024     |         |
| 139      | 10 | Ruggito d'orgoglio 「矜持の咆哮」 - Kyōji no hōkō                             | 16 marzo 2024    |         |
| 140      | 11 | Wei Ping e l'unità Fei Xin 「尾平と飛信隊」 - Ohira to Hi Shin tai            | 23 marzo 2024    |         |
| 141      | 12 | La notte decisiva 「勝敗の夜ふけ」 - Shōhai no yofuke                         | 30 marzo 2024    |         |
| 142      | 13 | L'orgoglio di Cai Ze 「蔡沢の矜持」 - Saitaku no kyōji                        | 30 marzo 2024    |         |

## Home video

### Giappone
La prima stagione è stata pubblicata in DVD e Blu-ray dal 28 settembre 2012 al 28 giugno 2013.
| N° | Data              | Episodi | Fonte  |
| -- | ----------------- | ------- | ------ |
| 1  | 28 settembre 2012 | 1-2     | [ 25 ] |
| 2  | 28 settembre 2012 | 3-4     | [ 25 ] |
| 3  | 26 ottobre 2012   | 5-6     | [ 25 ] |
| 4  | 26 ottobre 2012   | 7-8     | [ 25 ] |
| 5  | 30 novembre 2012  | 9-10    | [ 27 ] |
| 6  | 30 novembre 2012  | 11-12   | [ 28 ] |
| 7  | 28 dicembre 2012  | 13-14   | [ 29 ] |
| 8  | 28 dicembre 2012  | 15-16   | [ 30 ] |
| 9  | 25 gennaio 2013   | 17-18   | [ 31 ] |
| 10 | 25 gennaio 2013   | 19-20   | [ 32 ] |
| 11 | 22 febbraio 2013  | 21-22   | [ 33 ] |
| 12 | 22 febbraio 2013  | 23-24   | [ 34 ] |
| 13 | 29 marzo 2013     | 25-26   | [ 35 ] |
| 14 | 29 marzo 2013     | 27-28   | [ 36 ] |
| 15 | 26 aprile 2013    | 29-30   | [ 37 ] |
| 16 | 26 aprile 2013    | 31-32   | [ 38 ] |
| 17 | 31 maggio 2013    | 33-34   | [ 26 ] |
| 18 | 31 maggio 2013    | 35-36   | [ 26 ] |
| 19 | 28 giugno 2013    | 37-38   | [ 26 ] |

La seconda stagione è stata pubblicata in DVD e Blu-ray dal 30 agosto 2013 al 30 maggio 2014.
| N° | Data              | Episodi | Fonte  |
| -- | ----------------- | ------- | ------ |
| 1  | 30 agosto 2013    | 1-2     | [ 39 ] |
| 2  | 30 agosto 2013    | 3-4     | [ 39 ] |
| 3  | 27 settembre 2013 | 5-6     | [ 39 ] |
| 4  | 27 settembre 2013 | 7-8     | [ 39 ] |
| 5  | 25 ottobre 2013   | 9-10    | [ 39 ] |
| 6  | 25 ottobre 2013   | 11-12   | [ 39 ] |
| 7  | 29 novembre 2013  | 13-14   | [ 39 ] |
| 8  | 29 novembre 2013  | 15-16   | [ 39 ] |
| 9  | 27 dicembre 2013  | 17-18   | [ 39 ] |
| 10 | 27 dicembre 2013  | 19-20   | [ 39 ] |
| 11 | 31 gennaio 2014   | 21-22   | [ 39 ] |
| 12 | 31 gennaio 2014   | 23-24   | [ 39 ] |
| 13 | 28 febbraio 2014  | 25-26   | [ 39 ] |
| 14 | 28 febbraio 2014  | 27-28   | [ 39 ] |
| 15 | 28 marzo 2014     | 29-30   | [ 39 ] |
| 16 | 28 marzo 2014     | 31-32   | [ 39 ] |
| 17 | 25 aprile 2014    | 33-34   | [ 39 ] |
| 18 | 25 aprile 2014    | 35-36   | [ 39 ] |
| 19 | 30 maggio 2014    | 37-39   | [ 39 ] |

La terza stagione è stata pubblicata in Blu-ray dal 27 agosto al 26 novembre 2021.
| N° | Data             | Episodi | Fonte  |
| -- | ---------------- | ------- | ------ |
| 1  | 27 agosto 2021   | 1-13    | [ 40 ] |
| 2  | 26 novembre 2021 | 14-26   | [ 40 ] |

La quarta stagione è stata pubblicata in DVD il 15 luglio 2022 in un unico box. L'edizione Blu-ray invece è stata pubblicata dal 26 agosto al 23 dicembre 2022 in tre box.
| N°      | Data              | Dischi | Episodi | Fonte  |
| DVD     | DVD               | DVD    | DVD     | DVD    |
| ------- | ----------------- | ------ | ------- | ------ |
| 1       | 15 luglio 2022    | 3      | 1-26    | [ 41 ] |
| Blu-ray |                   |        |         |        |
| 1       | 26 agosto 2022    | 1      | 1-5     | [ 42 ] |
| 2       | 23 settembre 2022 | 1      | 6-13    | [ 42 ] |
| 3       | 23 dicembre 2022  | 1      | 13-26   | [ 42 ] |

La quinta stagione è stata pubblicata in DVD e Blu-ray il 26 giugno 2024 in un unico box.
| N° | Data           | Dischi | Episodi | Fonte  |
| -- | -------------- | ------ | ------- | ------ |
| 1  | 26 giugno 2024 | 2      | 1-13    | [ 43 ] |